# Manuais KUBARK
Manuais KUBARK é nome oficial dos chamados "Manuais de Tortura" usados pela CIA e pelas forças militares americanas. O KUBARK geralmente é relacionado com práticas e métodos de Tortura. Usa muitas técnicas que foram objeto de experiências em seres humanos feitas através do Projeto MKULTRA e que são transmitidas pela Escola das Américas.

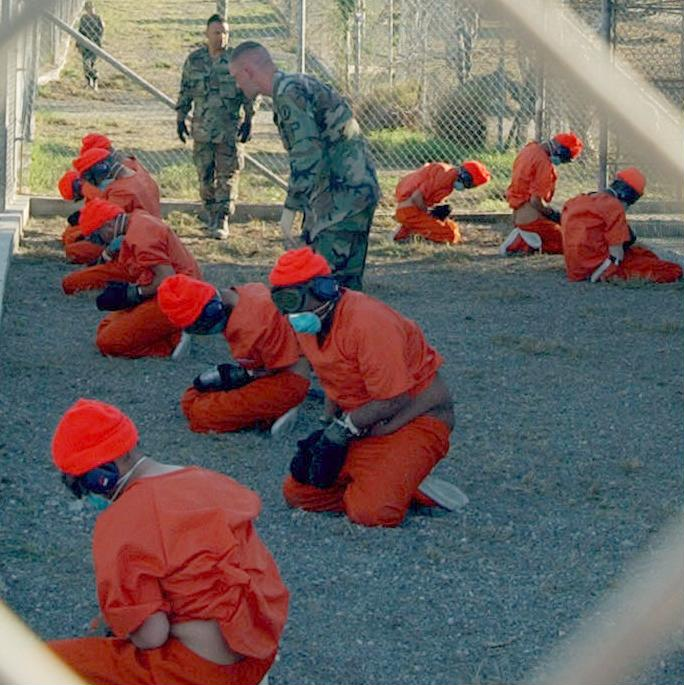
Foto tirada em Guantanamo em Janeiro de 2002 dos prisioneiros em poder dos Americanos.

## Origens do Nome

Bandeira da CIA.

KUBARK era um codinome, usado pela CIA para se referir a si mesma.‎ O codinome KUBARK aparece no título de documentos da CIA de 1963 que descreve técnicas de interrogatório incluindo o que a CIA chamou de "técnicas coercivas" (texto em Inglês - KUBARK Counterintelligence Interrogatory) descreve técnicas de interrogatório abusivas incluindo o uso de Choques elétricos  São controversos manuais usados no treinamento militar americano que foram liberados para o público em 1996. Em 1997 mais dois manuais foram liberados após pedido através do Freedom of Information Act (FOIA) pelo jornal The Baltimore Sun. Os manuais são conhecidos como "Manuais de Tortura".

## Técnicas de Tortura
Os Manuais recomendam que as pessoas sejam aprisionadas bem cedo na parte da madrugada para serem pegas desprevenidas e o choque poder ser usado para submissão do indivíduo, recomendam que a pessoa seja imediatamente vendada e que suas roupas sejam tiradas expondo a pessoa nua e sem possibilidade de ver.

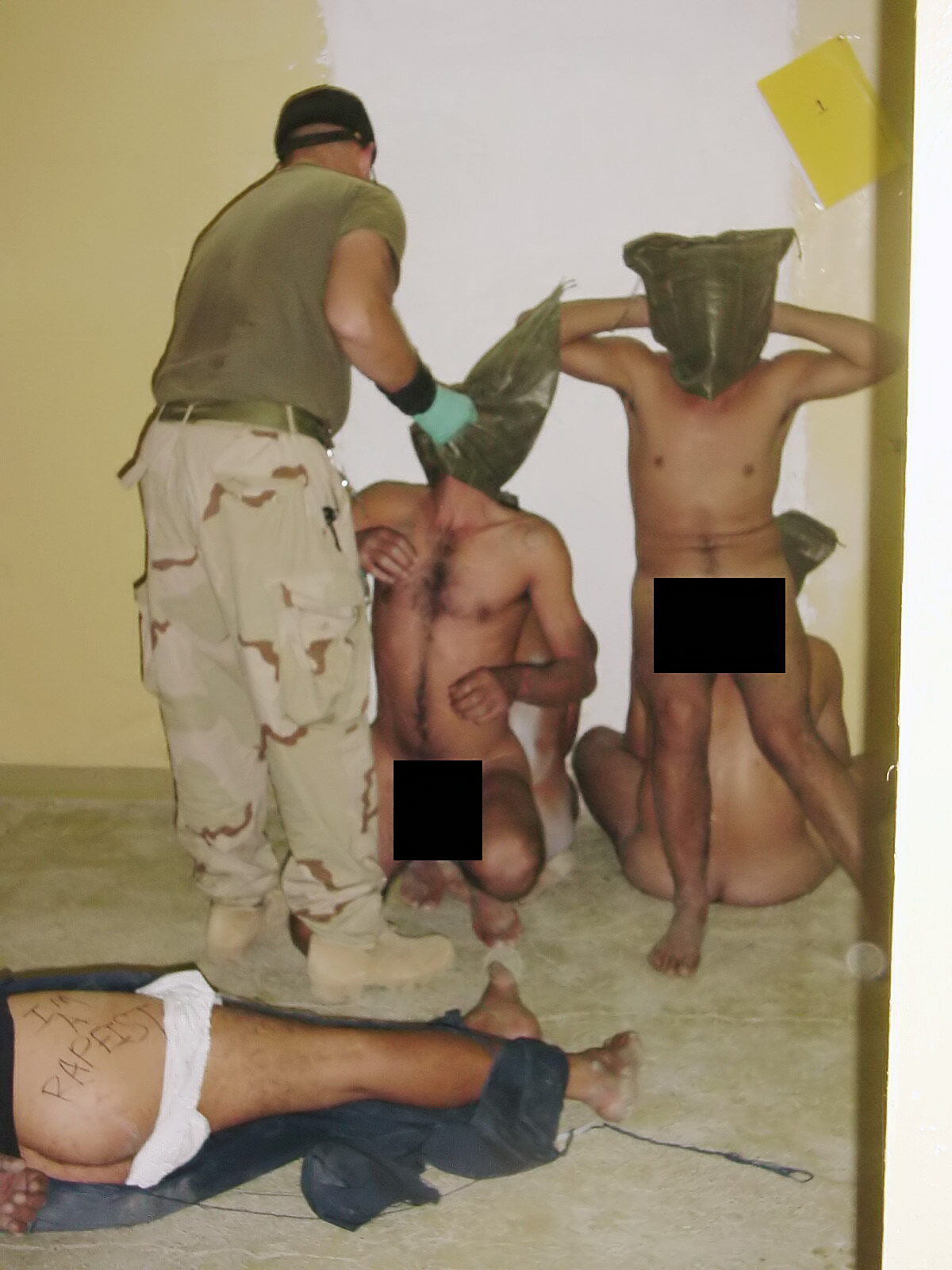
Tortura pelo Exército Americano em Abu Ghraib.

Também instruem a que as pessoas sejam colocadas em isolamento sendo impedidas de dormir e comer e que suas rotinas de comer e dormir sejam drasticamente perturbadas. Os manuais determinam que as salas de interrogação não tenham janelas, sejam a prova de som, escuras e sem banheiros. As técnicas do KUBARK têm estreita ligação com os experimentos em seres humanos feitos em várias pesquisas incluindo as do Projeto MKULTRA. Recomendam também ameaças de aplicação de dor física, hipnose, uso de drogas alucinógenas.

## Manuais Militares e daCIAna América do Sul e Latina
Notoriamente, David Addington e o vice presidente americano Dick Cheney guardaram cópias dos manuais de tortura para si. Os Manuais foram preparados pelo Exército americano e amplamente utilizados na Escola das Américas tendo sido utilizado durante os anos das ditaduras na America Latina. ( Ver Dan Mitrione). Parte do material dos manuais é também utilizada pela CIA. Os manuais são também amplamente distribuidos para militares treinados na Escola das Américas e para Serviços de Inteligência da América Latina e do Sul. Praticamente todos os países da América do Sul e Latina enviaram pessoal para treinamento na chamada Escola de Assassinos. Em tempos mais recentes, vários continuam mandando pessoal para treinamento na Escola . Entre eles: Colombia, Equador, El Salvador, Guatemala, Peru.

## Documentação do Programa de Tortura americano
Documentos do Programa de Tortura americano cuja existência foi revelada apenas após o escândalo de Abu Ghraib estão sendo arquivados, conforme são revelados,  pelo projeto The National Security Archive, sob o título em inglês "Torture Archive".

## Documentários
- Documentário "Escadrons de la mort, l'école française" de 2003 (original em francês com legendas em espanhol) . Em portugues:"Os Esquadrões da morte: A escola francesa"- O documentário que trata da transferência das tecnicas francesas de tortura pelo Serviço secreto francês para os sistemas de tortura de outros paises, incluindo os paises latinos - da documentarista francesa Marie-Monique Robin.[18]

- Documentário Tortura Made in USA - 2009 - de Marie-Monique Robin.[19]

## Ligações Externas
- América Latina - Escola das Américas, visitada em 17 de Julho  de 2009.
- Escola das Américas, A página Web oficial ata o 17 de dezembro do 2000.
- Instituto de Defensa para a Cooperación de Seguridade Hemisférica[ligação inativa], páxina web actualizada da actual organización, en inglés.
- School Of America Watch, organização de Direitos Humanos observadora da Escola das Américas
- América Latina - Notícias Atualizadas - Escola das Américas, visitada em 17 de Julho  de 2009.

### Documentos do Governo Americano (em inglês)
- Human Resource Exploitation Training Manual-1983 [PDF file]
- KUBARK Counterintelligence Interrogation-July 1963 [PDF file]
- Prisoner Abuse: Patterns from the Past, U.S. National Security Archive, May 12, 2004.
- Fact Sheet Concerning Training Manuals Containing Materials Inconsistent With U.S. Policy From the Office of the Assistant Secretary of Defense/Public Affairs Office. From the National Security Archive.
- CIA Interrogation Training Manual, Human Resource Exploitation Training Manual 1983.
- Prisoner Abuse: Patterns from the Past, U.S. National Security Archive, May 12, 2004.

## Vídeo Documentário - Escola das Américas
- Escola das Américas - documentário de John Smilhula sobre o treinamento de torturadores latino-americanos no Fort Benning, atual sede do United States Army Rangers.

## Ver referências adicionais (em inglês)
Jornal The Baltimore Sun:
- Torturers' confessions, Baltimore Sun, June 13, 1995, Gary Cohn and Ginger Thompson, accessed April 14, 2007.
- Glimpses of the 'disappeared', Baltimore Sun, June 11, 1995, Gary Cohn and Ginger Thompson, accessed April 14, 2007.
- When a wave of torture and murder staggered a small U.S. ally, truth was a casualty, Baltimore Sun, June 11, 1995, Gary Cohn and Ginger Thompson, accessed April 14, 2007.
- A survivor tells her story, Baltimore Sun, June 15, 1995, Gary Cohn and Ginger Thompson, accessed April 14, 2007.
- A carefully crafted deception, Baltimore Sun, June 18, 1995, Gary Cohn and Ginger Thompson, accessed April 14, 2007.
- Former envoy to Honduras says he did what he could, Baltimore Sun, December 15, 1995, Gary Cohn and Ginger Thompson, accessed April 14, 2007.